# ATC kód D
ATC kód D je oddílem Anatomicko-terapeuticko-chemické klasifikace léčiv.
D. Dermatologika
- D01 – Antimykotika k užití v dermatologii
- D02 – Emoliencia a protektiva
- D03 – Preparáty k léčení ran a vředů
- D04 – Antipruritika včetně antihistaminik, anestetik atd.
- D05 – Antipsoriatika
- D06 – Antibiotika a chemoterapeutika k užití v dermatologii
- D07 – Kortikosteroidy, dermatologika
- D08 – Antiseptika a dezinficiencia
- D09 Prázdná hlavní terapeutická skupina
- D10 – Přípravky k léčbě akné
- D11 – Jiné dermatologické přípravky